# Jimmy Kimmel
James Christian Kimmel (Brooklyn, 13 de Novembro de 1967) é um comediante, escritor, apresentador de televisão e produtor estadunidense. Ele é o apresentador e produtor executivo de Jimmy Kimmel Live!, um programa de entrevistas noturnas que estreou na ABC em 26 de janeiro de 2003 no Hollywood Masonic Temple em Hollywood, Califórnia; e em 1 de abril de 2019 em uma casa secundária, o Teatro Zappos em Paradise, Nevada (um subúrbio de Las Vegas). Kimmel apresentou o Prémio Emmy do Primetime em 2012 e 2016 e o Óscar em 2017, 2018,  2023 e 2024.
Antes de tornar-se o apresentador do Jimmy Kimmel Live!, ele era conhecido como co-apresentador do O Mundo dos Machos, da Comedy Central, e Win Ben Stein's Money. Kimmel também produziu séries como Crank Yankers, Sports Show com Norm Macdonald e The Andy Milonakis Show. Em 2018, a Time o nomeou como uma das "100 pessoas mais influentes do mundo".

## Vida pessoal
Kimmel nasceu no Brooklyn, Nova Iorque, e cresceu no bairro de Mill Basin como o mais velho dos três filhos de Joan (née Iacono), uma dona de casa, e James John Kimmel, que trabalhou na American Express e era executivo da IBM.
Ele é, e foi criado, católico, e quando criança era um acólito. A mãe de Kimmel é de ascendência italiana de Ísquia, cuja família migrou para os Estados Unidos após o terremoto de 1883, enquanto dois de seus tataravôs paternos eram imigrantes alemães. O sobrenome de sua família era "Kümmel" ("cominho" em alemão) há várias gerações.
A família mudou-se para Las Vegas, Nevada, quando Jimmy tinha 9 anos. Jimmy estudou na Ed W. Clark High School e, em seguida, frequentou a Universidade de Nevada, Las Vegas (por um ano) e Universidade do Estado do Arizona (por dois anos). Ele recebeu um diploma honorário da UNLV em 2013.
O tio de Kimmel, Frank Potenza ("Uncle Frank"), apareceu no Jimmy Kimmel Live! como regular desde 2003 até sua morte em 2011. Seu primo, Sal Iacono, realizou as antigas funções de co-anfitrião de Kimmel durante a última temporada de Win Ben Stein's Money e depois tornou-se escritor e desenhista no Jimmy Kimmel Live! Sua tia Chippy (Concetta Potenza) também faz parte do programa. Seu irmão, Jonathan, trabalha no programa como diretor. Sua irmã, Jill, é uma comediante. Ele tem um filho, Kevin, que trabalha no programa como assistente de produção. Ele tem uma filha, Katie, que é uma artista de cerâmica. Ele também tem uma filha chamada Jane (nascida em 2014) e um filho chamado Billy (nascido em 2017).

## Jimmy Kimmel Live
Em janeiro de 2003, Kimmel deixou permanentemente o programa The Man Show para apresentar o seu próprio programa na televisão: o Jimmy Kimmel Live na ABC, um talk show ao vivo.
Em abril de 2007 Kimmel foi nomeado o "biggest badass on TV". Kimmel disse que foi uma honra, mas que foi claramente um engano.
Kimmel fez a (dublagem) para um cachorro no filme "Road Trip".
Protagonizou uma cena que ficou marcada onde o comediante e actor Charlie Sheen beijou Kimmel na boca. Recentemente o ator Johnny Depp beijou o apresentador na boca, depois de ser elogiado por Jimmy.

## Citações
- "Se quiser viver na América, não entre furtivamente pelas fronteiras. Faça-o de forma correta: Seja adotado por Angelina Jolie".
- "As minhas desculpas a Matt Damon. Acabou o tempo".